# デイヴィッド・リス
デイヴィッド・リス（David Liss, 1966年 - ）は、アメリカ人小説家。
1966年、アメリカニュージャージー州生まれ。
シラキュース大学、ジョージア州立大学、コロンビア大学で学んだ。
2001年にエドガー賞、マカヴィティ賞、バリー賞を受賞した。

## 受賞歴
- エドガー賞 処女長編賞　2001年　（A Conspiracy of Paper（『紙の迷宮』）に対して）
- マカヴィティ賞 新人賞　2001年（A Conspiracy of Paperに対して）
- バリー賞 新人賞 2001年（A Conspiracy of Paperに対して）

## 主な作品

### 小説
- en:A Conspiracy of Paper（『紙の迷宮』） (2000)
- en:The Coffee Trader（『珈琲相場師』） (2003)
- en:A Spectacle of Corruption (2004)
- en:The Ethical Assassin (2006)
- en:The Whiskey Rebels（ウィスキー税反乱） (2008)
- en:The Devil's Company (2009)
- The Twelfth Enchantment (2011)

### 短編小説
- The Double Dealer, アンソロジーThrillerより
- What Maisie Knew, アンソロジーThe New Dead(en:Christopher Golden編)より (2010)
- Watchlist: A Serial Thriller

### コミック
- The Daring Mystery Comics 70th Anniversary Special
- Black Panther: The Man Without Fear
- en:The Spider

## 日本語訳された作品
- 『紙の迷宮 <上・下>』ハヤカワ・ミステリ文庫、松下祥子訳、早川書房、2001年
- 『珈琲相場師』ハヤカワ・ミステリ文庫、松下祥子訳、早川書房、2004年